# Эгюий-де-Бьоннасе
Эгюий-де-Бьоннасе (фр. Aiguille de Bionnassay) — вершина в горном массиве Монблан на границе Италии, провинция Валле-д’Аоста и Франции, регион Рона, высотой 4052 метра над уровнем моря. Первое восхождение на вершину совершили альпинисты Эдвард Норт Бакстон, Флоренс Кроуфорд Гроув и Реджинальд С. Макдональд с гидами Жан-Пьером Качатом и Мишелем Пайотом 25 июля 1865 года. Эгюий-де-Бьоннасе входит в основной перечень вершин-четырёхтысячников Альп, составленный UIAA в 1994 году.

## Физико-географическая характеристика
Вершина Эгюий-де-Бьоннасе расположена на  границе Италии, провинция Валле-д’Аоста и Франции, регион Рона и является второстепенной вершиной горного массива Монблан.
Абсолютная высота вершины Эгюий-де-Бьоннасе составляет 4052 метра над уровнем моря. Родительской вершиной по отношению к Эгюий-де-Бьоннасе является ещё одна вершина массива Монблан Дом-дю-Гуте высотой 4304 метра, которая расположена примерно в 1300 метрах в ВСВ направлении. Седловина двух вершин находится на высоте 3892 метров и является высочайшей точкой перевала Коль-де-Бьоннасе. Таким образом, относительная высота вершины Эгюий-де-Бьоннасе составляет 160 метров. В 1994 году UIAA при составлении списка горных вершин-четырёхтысячников Альп поместил Эгюий-де-Бьоннасе в основной список, так как она удовлетворяла топографическому критерию. В списке UIAA Эгюий-де-Бьоннасе занимает 64 место по абсолютной высоте.

## История восхождений
Первое восхождение на вершину совершили альпинисты Эдвард Норт Бакстон, Флоренс Кроуфорд Гроув и Реджинальд С. Макдональд и гиды Жан-Пьер Качат и Мишель-Клемент Пайот 25 июля 1865 года.
13 августа 1888 года британская альпинистка Кэтрин Ричардсон с гидами Эмилем Рэем и Жан-Батистом Бихом совершили первое прямое восхождение по южному ребру вершины. После восхождения на вершину, группа совершила первый спуск по сложному восточному ребру вершины и продолжила путь до Дом-дю-Гуте, совершив первый траверс обеих вершин по соединяющему их гребню. Эти восхождения были признаны Альпийским журналом как самые выдающиеся альпинистские достижения 1888 года.
27 июля 1911 года Элеонора Газенклевер, Хелен Виртль, Макс Хельфф, Гюнтер фон Саар и Рихард Вейценбок совершили первое восхождение по протяжённому северо-восточному ребру Трико.